# Municipio de Sherman (condado de DeKalb)
El municipio de Sherman (en inglés, Sherman Township) es un municipio del condado de DeKalb, Misuri, Estados Unidos. Tiene una población estimada, a mediados de 2022, de 489 habitantes.
Abarca una zona exclusivamente rural.

## Geografía
Está ubicado en las coordenadas 39°53′9″N 94°31′11″O / 39.88583, -94.51972. Según la Oficina del Censo, tiene una superficie total de 145.82 km², de los cuales 144.82 km² corresponden a tierra firme y 1.00 km² está cubierto de agua.

## Demografía
Según el censo de 2020, en ese momento había 491 personas residiendo en la zona. La densidad de población era de 3.39 hab./km². El 95.72 % de los habitantes eran blancos, el 0.61 % eran amerindios, el 0.41 % eran asiáticos, el 0.61 % eran de otras razas y el 2.65 % eran de una mezcla de razas. Del total de la población, el 3.87 % eran hispanos o latinos de cualquier raza.